# أليس غرناطي
الأليس الغرناطي (باللاتينية: Alyssum granatense) نوع نباتي يتبع جنس الأليس من الفصيلة الكرنبية.

## البيئة والانتشار
موطنه المغرب العربي (في الجزائر والمغرب وتونس وليبيا) وإسبانيا والبرتغال.

## مرادفات للاسم العلمي
- (باللاتينية: Alyssum hispidum Loscos & J. Pardo)
- (باللاتينية: Alyssum hispidum Willk.)
- (باللاتينية: Alyssum marizii Cout.)
- (باللاتينية: Odontarrhena granatensis (Boiss. & Reut.) Jord. & Fourr.)